# Kexek
A Kexek a The Qualitons magyar rockegyüttes negyedik nagylemeze. Az album a Kex együttes azonos című dalait dolgozza fel. 2019. december 23-án jelent meg.             

## A koncepció
Az együttes összes tagja kiválasztott egy dalt, amit aztán önállóan feldolgozott. Ezenkívül a Zöld-Sárga című dal kivételével mindegyiket az a tag énekelte, aki kiválasztotta.
- Zöld-sárga--> Szőke Barna
- Elszállt egy hajó a szélben--> Boros Levente
- Család--> Menyhei Ádám
- Csillagok, ne ragyogjatok--> Hock Ernő
- Piros madár--> G. Szabó Hunor

## Az album dalai
Az összes dal szerzője a Kex együttes. 
| 1. | Zöld-Sárga                  | G. Szabó Hunor | 4:39 |
| 2. | Elszállt egy hajó a szélben | Boros Levente  | 5:12 |
| 3. | Család                      | Menyhei Ádám   | 8:54 |

| 1. | Csillagok, ne ragyogjatok | Hock Ernő      | 12:21 |
| 2. | Piros Madár               | G. Szabó Hunor | 9:02  |

## Közreműködők
- G. Szabó Hunor: ének (1,5), gitár, dob
- Szőke Barna: gitár
- Hock Ernő: basszusgitár, ének (4)
- Menyhei Ádám: billentyűs hangszerek, ének (3)
- Boros Levente: dobok, ének (2), billentyűk (2)